# KEIBAコンシェルジュ
KEIBAコンシェルジュ （ケイバコンシェルジュ）は、グリーンチャンネルで放送されている競馬に関するテレビ番組。
2006年頃から、主要G1レースの前々日に単発番組として放送され、2008年1月5日からは、「日曜レース展望　KEIBAコンシェルジュ」のタイトルで、毎週土曜日にレギュラーでの放送となっている。2009年からは、3日間開催の場合はその前日（日曜日）に、「月曜レース展望　KEIBAコンシェルジュ」として放送されるようになった。
2017年11月の変則3日間開催の際は、11月3日（金曜日）に「土曜レース展望　KEIBAコンシェルジュ」として放送された。

## 放送時間
- 初回放送
  - （土曜日）19:30 - 21:00（生放送）
- 再放送
  - （土曜日）23:30 - 25:00, 27:30 - 29:00
  - （日曜日）7:30 - 9:00

「月曜レース展望」として放送する際は、初回放送は上記と同じだが、再放送は別途時間を定める。
日本ダービーと有馬記念の前日や、日本で馬券発売がある海外競馬の展望を行う際は、放送時間を30分拡大する。

## 概要
競馬ファンが宿泊する「ホテルクラシック」を舞台に、日曜日に行われる中央競馬のレース予想を行う番組。単発放送時は、日本ダービーやジャパンカップ、有馬記念などの、重要G1レースが開催される前々日に放送され、そのレースの予想に絞った形で放送されてきた。
2008年1月からのレギュラー放送では、翌日（原則日曜開催分）行われるレースを、コンシェルジュ役である競馬ライター陣が、データ・血統・馬場適性・前走内容などあらゆる角度から展望する。初回放送分は生放送。
これまで同時間帯に放送されてきた「明日のレース分析」（現:「トラックマンTV」）と大きく異なるのは、予想者陣が固定化された点と、予想者が競馬専門紙専属記者から競馬ライターへと変更されたことである。また、毎回テーマを設けて、メールによる視聴者投稿を募り、番組内で紹介している（番組の最後で、翌週のテーマも発表している）。
なお、従来の競馬専門紙記者などによる日曜開催分の予想番組は、「明日の勝ち馬検討社」（現:「VANで勝ち馬さがしてみませんか」）として、別途新設されている。
2020年以降はCOVID-19感染の拡大の防止の観点から、スタジオ出演は支配人の小木のみ、支配人秘書の守永は別室で出演となっており、コンシェルジュはSkypeを利用したリモート出演となっていた。2023年からは、段階的にスタジオ出演の人数を増やしている。

### 司会
- 支配人：小木茂光
- 支配人秘書：守永真彩（2016年1月 - ）

#### 過去の司会
- 支配人秘書：岡部玲子（放送開始 - 2012年12月）
- 支配人秘書：山本潤（2010年7月から12月まで、岡部が産休のため）
- 支配人秘書：小橋宏美（2013年1月 - 2015年12月）

### コンシェルジュ
6名おり、このうち2名が交代で出演する。小木が出演できない場合は3名体制となり、その内の1名が司会を代行する。
「月曜レース展望」の放送がある場合は、「日曜」と「月曜」で別々のコンシェルジュが出演する。また、拡大スペシャルの際は、コンシェルジュ2名にゲスト解説者を加えた、3名体制とする事があるほか、東京優駿や有馬記念の週には、全コンシェルジュが生放送で総出場するときもある。
- 棟広良隆
- 古谷剛彦
- 須田鷹雄（2008年1月5日のレギュラー放送から登場）[6]
- 辻三蔵（2008年5月17日 - ）
- 津田照之（2009年2月7日 - ）[7][8]
- 栗山求（2017年1月14日 - ）[9]

棟広・津田以外の4人はノートパソコンを使用している。棟広・津田は使用していない。

### ナレーション
- 山本直也（2012年まで）

## コーナー
- MORNING PLAN

午前中に行われるレース（2008年7月12日までは3連単発売のないレース）から、各コンシェルジュが、それぞれ1レースを予想
- SPECIAL PLAN

各場のメインレースを予想し買い目（前日発売のある重賞競走の場合は、古谷・辻は購入済みの馬券で発表）も発表する。なおGIレースに関しては、その週に出演していないコンシェルジュの予想も発表する。
- STANDARD PLAN

３場開催時はWIN5対象の特別レース（SPECIAL PLANで展望したレースを除く）を、２場開催時は9・10レースを各コンシェルジュが予想。
- DREAM PLAN

小木が1レースを選んで予想（概ね3連単で1,3着を3頭で固定し、2着にその3頭を含めた6頭程度を選ぶ。通称：小木式）。現在は、秘書の守永も予想を披露する。
- SUMMER PLAN

6-9月の夏季開催限定コース。2歳戦（2016・17年度は馬券還元キャンペーン「夏の2歳単勝」対象）の中から2-3レースを選んで予想する。
- 今週のメール募集のお知らせ（コーナー名は特にない）

毎月1つのテーマから毎週異なる内容の募集（GIレースの週の募集は「GIレースで応援する馬は○○だ」に固定されている）を呼び掛け、メールを紹介するコーナー。
2009年は今週のテーマ（2択式で回答を募る）に寄せられたメールを集計し、その結果を発表。

### 過去のコーナー
- コンシェルジュの控室

前週出演のコンシェルジュ2名と、小木・岡部が、今週のメインレースについて語る。
- 牝馬限定 PLAN

メインレースが牝馬限定重賞の場合に秘書が本命馬を指名。
- PREMIUM PLAN

2011年4月23日放送分から2015年12月26日放送分までWIN5の予想を行っており、各コンシェルジュが本命・対向に指名した馬から選ぶ。2011年4月16日までと祝日開催でWIN5の発売がない日は、SPECIAL PLANから1レースを選び、各コンシェルジュ中の予想に小木の予想を加えて、3連複のボックス馬券を推奨する。
- ORIGINAL PLAN

WIN5対象の特別レース、最終レースをのぞいた午後に行われるレースからコンシェルジュのおすすめのレースをそれぞれ1レースを予想。夏競馬開催中は「SUMMER SELECT PLAN」として、前週の新馬戦の勝ち馬から注目馬の紹介、および、翌日に行われる新馬戦などからコンシェルジュのおすすめのレースをそれぞれ1レースを予想。
- AFTERCARE PLAN

各場の最終レースを予想。なお、夏競馬開催中は「TWILIGHT PLAN」として、各場の最終レースと札幌・函館のはくぼレースの中から1レースを予想。

## 番組内の演出
番組全体を「競馬ファンが宿泊するホテル」に見立てている事から、以下の様な演出を施している。
- 出演者は、全員がフォーマルウェアを着用する。[10]また、胸元には各自の役職を記したネームバッジを着用する。
  - ネームバッジに関しては、小木が「草野仁のGate.Jプラス」にゲストとして出演した際（2018年3月放送分）、同番組MCの草野仁に対し、小木から直々に草野の名前が記されたバッジを進呈。同時に、当番組への出演を熱望した。
  - その草野は、同年5月26日放送の「日本ダービースペシャル」に、前述のバッジを着用の上でゲスト出演した。
- 小木は「支配人」という立場から、他の出演者を「○○君」と呼ぶ。
- 番組視聴者を、ホテルの宿泊客に見立て、メッセージ紹介の際は「お客様からのメッセージ」と表現する。また、番組エンディングは、宿泊客が競馬観戦に出発する、という設定で、小木が「日曜日の競馬へ、行ってらっしゃいませ。」と言って番組を締めくくる。[11]

## 特別番組
競馬予想フェスティバル
グリーンチャンネル・フジテレビONE・BSスカパー!共同制作による番組で、グリーンチャンネルでは、2015年12月17日・19:00 - 20:00に放送。
当番組からは、小木・須田・辻が参加したほか、当番組への出演開始前だった守永も参加した。
KEIBAコンシェルジュ放送開始10周年記念～小木支配人の夏休み
2017年7月20日・23:00-24:00に初回放送。番組開始から10年間、支配人（総合司会）を務め続けてきた小木が、そのご褒美として函館競馬場を訪れ、つかの間の夏休みを過ごした時の様子を放送。競馬開催終了後には津田、古谷を交えた居酒屋トークも行われた。2018年も8月30日23:00-24:00に第２弾が放送。